# 지우베르투 다 시우바 멜루
지우베르투 다 시우바 멜루(포르투갈어: Gilberto da Silva Melo, 1976년 4월 25일 ~ )는 브라질의 은퇴한 축구 선수로, 포지션은 윙어와 왼쪽 풀백이었다.

## 2006 독일 월드컵
질베르투는 초반 2경기에는 호베르투 카를로스에게 밀려 벤치에 있었으나, 16강 진출을 확정짓고 나서 치른 일본과의 최종전에 처음으로 선발 출전했다. 그는 후반 14분경 호나우지뉴의 스루패스를 받아 드리블로 돌파한 뒤, 땅볼 슛으로 3대 1을 만드는 추가골을 넣었다. 이로써 브라질은 4대 1 대승과 함께 지난 대회에 이어 조별리그 전승으로 16강에 진출했다.